# Luigi Ambrosini
Luigi Ambrosini (Fano, 2 novembre 1883 – Torino, 10 dicembre 1929) è stato uno scrittore e giornalista italiano.

## Biografia
Studiò a Bologna e fu allievo di Giosuè Carducci. Laureatosi nel 1906, fu giornalista del quotidiano La Stampa. 
Vivace polemista, si ricorda per le opere Fra Galdino alla cerca (1920), Teste di legno contemporanee (1920) e Teocrito, Ariosto, minori e minimi (1926). Curò inoltre l'epistolario di Renato Serra.
Sostenitore di Giovanni Giolitti, nel dopoguerra si trovò in rotta di collisione col fascismo: il ventiseienne Tuninetti, sulla rivista Il maglio, impartì addirittura "l'ordine ai fascisti torinesi, consistente nell'obbligo morale di schiaffeggiare Luigi Ambrosini in qualunque luogo lo incontrassero".
Quando si spegneva a Torino nella notte di martedì 10 dicembre 1929 a soli quarantasei anni di età, "il quotidiano al quale Luigi Ambrosini aveva legato la propria vita professionale non dedicava neppure un rigo alla notizia, improvvisa ma non inattesa, della sua scomparsa: una notizia della quale solo l'annunzio mortuario a pagamento dettato dalla famiglia (dalla vedova Maria Majoni e dal figlio Luigi Antonio insieme con la madre del giornalista, Vittoria Luttichau, e i fratelli Giorgio, presidente e amministratore delegato di una piccola casa automobilistica, e Giuseppe, avviato a un brillante futuro come caporedattore dei servizi sportivi proprio della Stampa e, più avanti, come direttore della Gazzetta dello Sport in tandem con un giovane Gianni Brera) informava i lettori della testata, ormai stabilmente sotto il controllo di Giovanni Agnelli e affidata pro tempore alla guida – irrequieta ma fascistissima – di Curzio Malaparte".

## Opere
- Ringhi Tinghi, cucciolo di tigre, Milano 1908;
- Un filosofo mistico e dialettico: Francesco Acri, Milano 1909;
- Canzoniere minimo, Torino 1912;
- Un mese in Germania durante la guerra, Milano 1915
- Racconti di guerra, Torino 1917
- Fra Galdino alla cerca. Per la coscienza politica dei Popolari, Milano 1920
- Teste di legno (dei miei contemporanei), Milano 1920
- Sempronio e Sempronella, Torino 1922
- Teocrito Ariosto, Minori e Minimi, Milano 1926.
- Una nuova edizione dell'Orlando Furioso, Ferrara 1929
- Cronache del Risorgimento e scritti letterari, a cura di A. Cajumi, Milano 1931